# Mariano Delgado

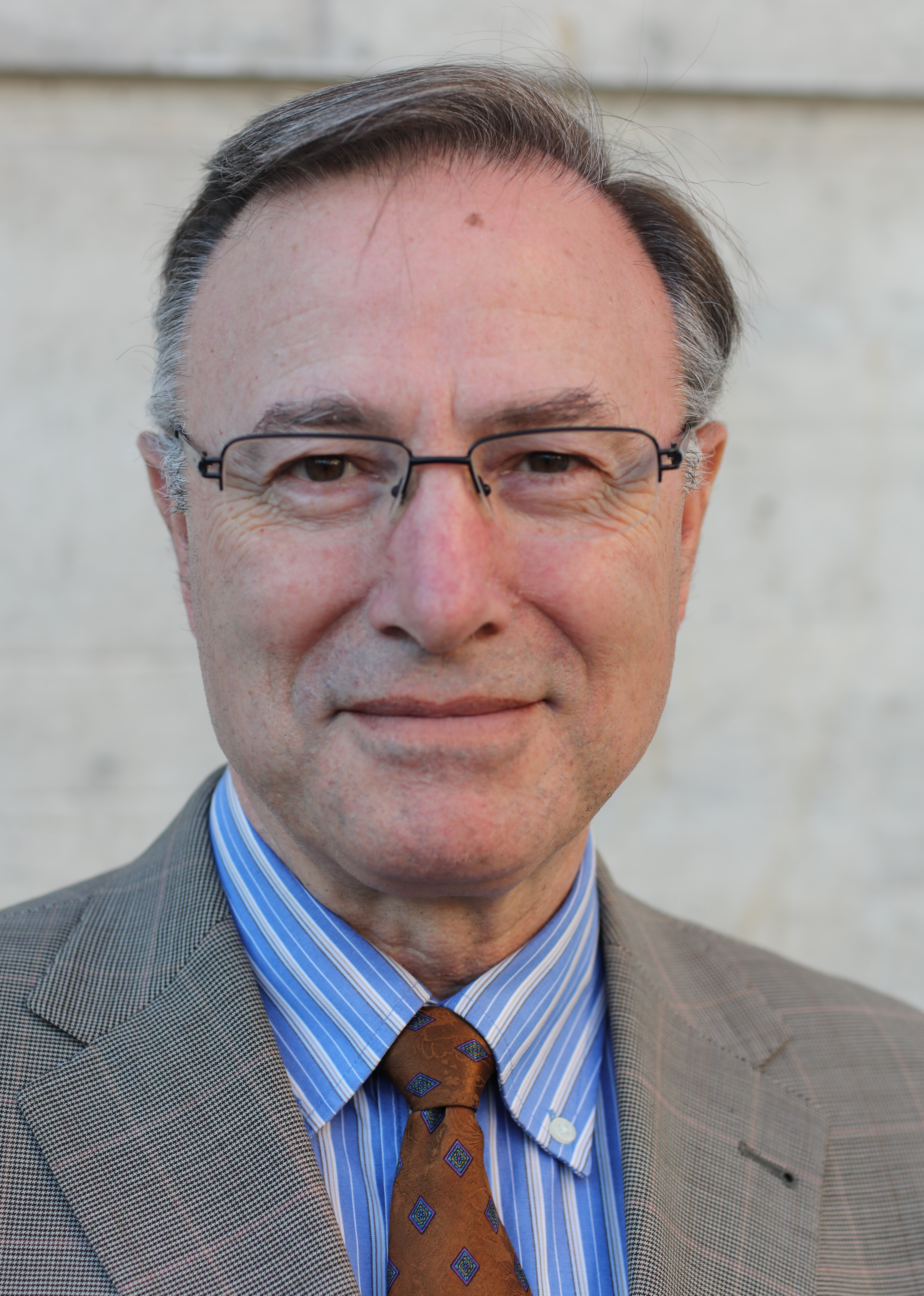
Mariano Delgado (2017)

Mariano Delgado (* 20. Februar 1955 in Berrueces, Provinz Valladolid) ist ein spanischer römisch-katholischer Theologe, Kirchenhistoriker und Missionswissenschaftler.

## Leben
Mariano Delgado ist das dritte Kind des Dorfmetzgers Dionisio Delgado Sánchez und seiner Frau Fernanda Casado de Prado. Er besuchte von 1960 bis 1965 die Dorfschule in Berrueces, Provinz Valladolid, Spanien. In Valladolid absolvierte er von 1965 bis 1972 den Schulabschluss im bischöflichen Gymnasium, anschliessend studierte er bis 1974 Philosophie an der Philosophischen Hochschule der Dominikaner. Nach einem studienfreien Jahr absolvierte er 1975–1976 das Studium der Theologie an der Theologischen Fakultät in Valencia und 1977–1978 das Studium der Philosophie und der Theologie an der Theologischen Fakultät der Universität Innsbruck. Am 7. April 1979 erlangte er dort nach Einreichung der Arbeit Der hermeneutische Ansatz von Edward Schillebeeckx. Versuch einer kritischen Darstellung den Studienabschluss als Magister der Katholischen Theologie. Von April bis Juli 1979 folgte ein Studienaufenthalt in Paris bei Paul Ricœur.
Im Oktober 1980 reichte Delgado die Schrift Der hermeneutische Ansatz von Paul Ricoeur. Versuch einer kritischen Darstellung bei der Theologischen Fakultät der Universität Innsbruck ein, mit der er den Magister der Philosophie erwarb. Am 1. Juli 1985 wurde er an derselben Universität mit der theologiehistorischen Arbeit Eschatologische Glaubenshermeneutik – Die Theologiemodelle von W. Pannenberg, J. Moltmann, E. Schillebeeckx und J. B. Metz als Antwort auf die Identitäts- und Relevanzkrise des Christlichen in der Moderne im Fach Theologie promoviert. Von Januar 1988 bis Ende August 1997 war er zunächst Wissenschaftlicher Mitarbeiter und dann Wissenschaftlicher Assistent im Beamtenverhältnis auf Zeit (C 1) am Seminar für Katholische Theologie der Freien Universität Berlin, Fachbereich Philosophie und Sozialwissenschaften II. Den akademischen Grad des Doktors der Philosophie erlangte er nach Einreichung der Darstellung Die Metamorphosen des Messianismus in den iberischen Kulturen. Eine religionsgeschichtliche Studie am 2. November 1994 an der Freien Universität Berlin. Im Februar 1995 habilitierte er sich an der Theologischen Fakultät der Universität Innsbruck mit der Schrift Abschied vom erobernden Gott. Studien zur Geschichte und Gegenwart des Christentums in Lateinamerika.
Ab September 1997 war er assoziierter Professor für Mittlere und Neuere Kirchengeschichte an der Theologischen Fakultät der Universität Freiburg (Schweiz). Im Oktober 2005 folgte er einem Ruf dorthin als ordentlicher Professor für Mittlere und Neuere Kirchengeschichte. Seit Mai 2008 ist er Direktor des neu gegründeten Instituts für das Studium der Religionen und den interreligiösen Dialog an der Universität Freiburg. Von 2010 bis 2012 war er dort zudem Dekan der Theologischen Fakultät. Im Juni 2025 hielt er seine Abschiedsvorlesung an der Universität und trat in den Ruhestand.
Delgados Forschungsschwerpunkte sind die Kirchengeschichte als Missionsgeschichte und christliche Religions- und Kulturgeschichte, Studien zu Bartolomé de Las Casas und Johannes vom Kreuz, Politische Theologien im 16. Jahrhundert sowie die Geschichte der deutschsprachigen Theologie im 20. Jahrhundert.
Delgado ist mit der Ärztin Roswitha Delgado verheiratet und Vater von drei Töchtern.

## Auszeichnungen
- 2018: Ehrendoktor der Philosophisch-Theologischen Hochschule Sankt Augustin[3]

## Schriften (Auswahl)

### Als Autor
- Die Metamorphosen des Messianismus in den iberischen Kulturen. Eine religionsgeschichtliche Studie. Neue Zeitschrift für Missionswissenschaft, Immensee 1994, ISBN 3-85824-075-3.
- mit Andreas Lob-Hüdepohl: Markierungen. Theologie in den Zeichen der Zeit. Morus, Berlin 1995, ISBN 3-87554-300-9.
- Hunger und Durst nach der Gerechtigkeit. Das Christentum des Bartolomé de Las Casas. Kanisius, Freiburg i.Ü. 2001, ISBN 3-85764-539-3.
- mit Lucio Gutiérrez: Die Konzilien auf den Philippinen. Schöningh, Paderborn 2008, ISBN 978-3-506-74677-1.
- Die Theologie Gustavo Gutiérrez’ oder Das Recht der Armen auf ihre Gottes-Rede. In: Gustavo Gutiérrez: Nachfolge Jesu und Option für die Armen. Beiträge zur Theologie der Befreiung im Zeitalter der Globalisierung Academic Press, Freiburg i.Ü. / Kohlhammer, Stuttgart 2009, ISBN 978-3-17-020526-0, S. 9–23.
- Stein des Anstoßes. Bartolomé de Las Casas als Anwalt der Indios. EOS-Verlag, St. Ottilien 2011, ISBN 978-3-830-67509-9.
- Das spanische Jahrhundert (1492–1659). Politik – Religion – Wirtschaft – Kultur. Spanien im Goldenen Zeitalter. Wissenschaftliche Buchgesellschaft, Darmstadt 2016, ISBN 978-3-534-23953-5.
- Das zarte Pfeifen des Hirten. Der mystische Weg der Teresa von Avila. Topos, Kevelaer 2017, ISBN 978-3-8367-1074-9.

### Als Herausgeber
- mit Matthias Lutz-Bachmann: Theologie aus Erfahrung der Gnade. Annäherung an Karl Rahner. Morus, Berlin 1994, ISBN 3-87065-756-1.
- Herausforderung Europa. Weg zu einer europäischen Identität. C.H. Beck, München 1995, ISBN 3-406-39235-0.
- Gott in Lateinamerika. Texte aus fünf Jahrhunderten. Patmos, Düsseldorf 1995, ISBN 3-491-77041-6.
- Abschied vom erobernden Gott. Studien zur Geschichte und Gegenwart des Christentums in Lateinamerika. Neue Zeitschrift für Missionswissenschaft, Immensee 1996, ISBN 3-85824-077-X.
- mit Abraham Peter Kustermann: Gottes-Krise und Gott-Trunkenheit. Was die Mystik der Weltreligionen der Gegenwart zu sagen hat. Echter, Würzburg 2000, ISBN 3-429-02277-0.
- mit Hermann-Josef Venetz und Odilo Noti: Blutende Hoffnung. Gustavo Gutiérrez zu Ehren. Edition Exodus, Luzern 2000, ISBN 3-905577-42-9.
- Das Christentum der Theologen im 20. Jahrhundert. Vom „Wesen des Christentums“ zu den „Kurzformeln des Glaubens“. Kohlhammer, Stuttgart 2000, ISBN 3-17-015680-2.
- mit Guido Vergauwen: Glaube und Vernunft – Theologie und Philosophie. Aspekte ihrer Wechselwirkung in Geschichte und Gegenwart. Academic Press, Freiburg i.Ü. 2003, ISBN 3-7278-1455-1.
- Die Kirchenkritik der Mystiker: Prophetie aus Gotteserfahrung (3 Bände). Academic Press, Freiburg i.Ü. / Kohlhammer, Stuttgart, 2004–2005
  - Bd. 1: Mittelalter. 2004, ISBN 3-7278-1484-5.
  - Bd. 2: Frühe Neuzeit. 2004, ISBN 3-7278-1503-5.
  - Bd. 3: Von der Aufklärung bis zur Gegenwart. 2004, ISBN 3-7278-1514-0.
- mit Klaus Koch und Edgar Marsch: Europa, Tausendjähriges Reich und Neue Welt. Zwei Jahrtausende Geschichte und Utopie in der Rezeption des Danielbuches. Kohlhammer, Stuttgart 2005, ISBN 3-17-017875-X.
- mit Urs Altermatt und Guido Vergauwen: Der Islam in Europa. Zwischen Weltpolitik und Alltag (= Religionsforum, Bd. 1). Kohlhammer, Stuttgart 2006, ISBN 978-3-17-019531-8.
- mit Urs Altermatt und Guido Vergauwen: Europa: Ein christliches Projekt? Beiträge zum Verhältnis von Religion und europäischer Identität (= Religionsforum, Bd. 2). Kohlhammer, Stuttgart 2007, ISBN 978-3-17-019941-5.
- mit David Neuhold: Politik aus christlicher Verantwortung. Ein Ländervergleich Österreich-Schweiz. Studien-Verlag, Innsbruck 2008, ISBN 978-3-706-54549-5.
- Religion und Öffentlichkeit. Probleme und Perspektiven (= Religionsforum, Bd. 4). Kohlhammer, Stuttgart 2009, ISBN 978-3-17-020524-6.
- mit Guido Vergauwen: Interkulturalität. Begegnung und Wandel in den Religionen (= Religionsforum, Bd. 5). Kohlhammer, Stuttgart 2009, ISBN 978-3-17-021033-2.
- mit Oliver Krüger und Guido Vergauwen: Das Prinzip Evolution. Darwin und die Folgen für Religionstheorie und Philosophie (= Religionsforum, Bd. 7). Kohlhammer, Stuttgart 2010, ISBN 978-3-17-021501-6.
- mit Markus Ries: Karl Borromäus und die katholische Reform. Akten des Freiburger Symposiums zur 400. Wiederkehr der Heiligsprechung des Schutzpatrons der Katholischen Schweiz. Kohlhammer, Stuttgart 2010, ISBN 978-3-17-021316-6.
- mit Hans Waldenfels: Evangelium und Kultur. Begegnungen und Brüche. Festschrift für Michael Sievernich SJ. Kohlhammer, Stuttgart 2010, ISBN 978-3-17-021240-4.
- mit Gregor Maria Hoff und Günter Riße: Das Christentum in der Religionsgeschichte: Perspektiven für das 21. Jahrhundert. Festschrift für Hans Waldenfels SJ. Kohlhammer, Stuttgart 2011, ISBN 978-3-17-022031-7.
- mit Michael Sievernich: Mission und Prophetie in Zeiten der Interkulturalität. Festschrift zum hundertjährigen Bestehen des Internationalen Instituts für Missionswissenschaftliche Forschungen 1911–2011. EOS-Verlag, St. Ottilien 2011, ISBN 978-3-830-67510-5.
- mit Volker Leppin und David Neuhold: Ringen um die Wahrheit. Gewissenskonflikte in der Christentumsgeschichte. Kohlhammer, Stuttgart 2011, ISBN 978-3-17-021826-0.
- mit Volker Leppin: Der Antichrist. Historische und systematische Zugänge. Kohlhammer, Stuttgart 2011, ISBN 978-3-17-021550-4.
- mit Volker Leppin und David Neuhold Schwierige Toleranz. Der Umgang mit Andersdenkenden und Andersgläubigen in der Christentumsgeschichte. Kohlhammer, Stuttgart 2012, ISBN 978-3-17-022350-9.
- mit Adrian Holderegger und Guido Vergauwen: Friedensfähigkeit und Friedensvisionen in Religionen und Kulturen (= Religionsforum, Bd. 9). Kohlhammer, Stuttgart 2012, ISBN 978-3-17-020526-0.
- mit Michael Sievernich: Die großen Metaphern des Zweiten Vatikanischen Konzils. Ihre Bedeutung für heute. Herder, Freiburg i. B. 2013, ISBN 978-3-451-34051-2.
- mit Volker Leppin: Gott in der Geschichte. Zum Ringen um das Verständnis von Heil und Unheil in der Geschichte des Christentums. Kohlhammer, Stuttgart 2013, ISBN 978-3-17-023398-0.
- mit Adrian Holderegger und Anton Rotzetter: Franziskanische Impulse für die interreligiöse Begegnung (= Religionsforum, Bd. 10). Kohlhammer, Stuttgart 2014, ISBN 978-3-17-023277-8.
- mit Volker Leppin: „Dir hat vor den Frauen nicht gegraut“. Mystikerinnen und Theologinnen in der Christentumsgeschichte. Kohlhammer, Stuttgart 2015, ISBN 978-3-17-030318-8.
- mit Volker Leppin: Bilder, Heilige und Reliquien. Beiträge zur Christentumsgeschichte und zur Religionsgeschichte. Schwabe, Basel 2020, ISBN 978-3-7965-4198-8.

## Mitgliedschaften und Ehrenämter
- Seit 1998: Vorstandsmitglied des Internationalen Instituts für Missionswissenschaftliche Forschungen (IIMF).
- Seit 1998: Mitglied des Theologischen Kommission der Schweizer Bischofskonferenz
- 2000–2003: Präsident der „Schweizerischen Theologischen Gesellschaft / Société Suisse de Théologie“ * (SThG/SSTh).
- Seit 2000: Präsident der „Vereinigung für Schweizerische Kirchengeschichte“ (VSKG)
- 2000–2004, 2008–2010 und seit 2012 wieder: Präsident des Departements für Patristik und  Kirchengeschichte an der Universität Freiburg.
- Seit 2001: Verantwortlicher Schriftleiter der Zeitschrift für Missionswissenschaft und Religionswissenschaft (ZMR).
- Seit 2003: Gründer und Herausgeber der Reihe Studien zur Religions- und Kulturgeschichte (Academic Press Fribourg / W. Kohlhammer Stuttgart: bisher 18 Bände).
- Seit 2003: Mitglied im wissenschaftlichen Beirat des „Fördervereins der Forschungsstiftung für  vergleichende europäische Überseegeschichte“.
- Seit 2005: Leiter des „Religionsforums Universität Freiburg Schweiz“.
- Seit 2006: Gründer und Herausgeber der Reihe Religionsforum (Kohlhammer, Stuttgart: bisher 10 Bände)
- Seit 2007: Mitglied im Kreis der Fachherausgeber des Forschungsprojektes des Instituts für Europäische Geschichte (Mainz): „Europäische Geschichte Online“.
- Seit dem 16. April 2008: Direktor des neu gegründeten „Instituts für das Studium der Religionen und den interreligiösen Dialog“ an der Universität Freiburg Schweiz
- Seit Oktober 2009 Leiter der Sektion „Religionswissenschaft, Religionsgeschichte, Ethnologie“ in der Görres-Gesellschaft.
- Seit 2012 Mitglied der Europäischen Akademie der Wissenschaften und Künste, Klasse 7  (Weltreligionen)
- Aktives Mitglied zahlreicher wissenschaftlicher Institutionen (u. a. im Institut für Historische Anthropologie Freiburg i.Br. usw.).
- Gutachtertätigkeit für: die „Schweizerische Akademie der Geisteswissenschaften“, den  „Schweizerischen Nationalfonds“, die „Deutsche Forschungsgemeinschaft“, die „Studienstiftung des Deutschen Volkes“, die „Österreichische Akademie der Wissenschaften“ und die „Deutsche  Bischofskonferenz“.